# Frederico Figueiredo
Frederico Figueiredo (São Sebastião da Pedreira, 25 de maio de 1991) é um ciclista profissional português que atualmente corre para a equipa Atum General-Tavira-Maria Nova Hotel.

## Biografia
No mês de agosto 2020, classifica-se sexto do Campeonato de Portugal de Ciclismo em Estrada.

## Palmarés sobre estrada
- 2012
  - Grande Prêmio da Cidade de Vigo II
- 2013
  - 2.º do Volta a Galiza
  - 3.º do Campeonato de Portugal sobre estrada esperanças
- 2017
  - 3.º do Troféu Joaquim-Agostinho
- 2018
  - 1.ª etapa do Grande Prêmio Abimota (contrarrelógio por equipas)
  - 3.º do Grande Prêmio Abimota
  - 80º Volta a Portugal
- 2020
  - Grande Prémio Internacional de Torres Vedras :
    - Classificação geral e 2. ª etapa

  - 3.º da Volta a Portugal

- 2024

- Grande Prémio Jornal de Notícias - classificação Geral

## Classificações mundiais
| Ano             | 2013   | 2014  | 2015  | 2016  | 2017  |
| UCI Europe Tour | 1 070. | 631.º | 945.º | 440.º | 323.º |

## Equipas
- Rádio Popular-Boavista
- Sporting Tavira
- Atum General-Tavira-Maria Nova Hotel
- Efapel
- Sabgal / Anicolor
- Glassdrive Q8 Anicolor
- Glassdrive Q8 Anicolor